# أبجدية سواحلية عجمية
يشير الخط السواحيلي العجمي إلى الأبجدية المشتقة من النص العربي الذي يستخدم لكتابة اللغة السواحلية.
يُطلق اسم "العجمي" عادة على الحروف الهجائية المشتقة من النص العربي لاستخدام اللغات الإفريقية المختلفة، من السواحلية إلى الهوسية، فالفولانية، ثم الولوفية.
في العقد الأول من القرن الحادي والعشرين، كان هناك عمل على إنشاء أحرف ترميز موحدة جديدة، وعلى تعيين لوحة مفاتيح، وعلى برامج تحويل البرامج النصية للتشفير، بحيث تصبح الكتابة باللغة السواحلية العجمية سهلة الوصول مثل الكتابة بالأحرف اللاتينية، بحيث يمكن بسهولة الوصول إلى النصوص من أي نص وتحويلها بدقة إلى أخرى، ووجود أداة لرقمنة وتحميل النصوص والمخطوطات التاريخية باللغة السواحلية من أجل الحفاظ عليها. وقد عمل الدكتور كيفن دونيلي من مدرسة الدراسات الشرقية والإفريقية على ذلك وعلى رقمنة المخطوطات السواحلية التاريخية.

## تاريخ
حتى النصف الأخير من القرن التاسع عشر، لم يكن هناك "خط سواحليّ" محدد. لقد كان نصًا عربيًا بدون أي تعديل.

### تكييف النص العربي مع علم الأصوات السواحلي
بدءًا من النصف الأخير من القرن التاسع عشر، وحتى القرن العشرين، ثم القرن الحادي والعشرين، بدأت عملية "سواحلية" (Swahilization) النص العربي على يد الكتبة والعلماء السواحليين. أولى هذه المحاولات قام بها مواليمو سيكوجوا، وهو باحث وشاعر من مومباسا. فيما يلي ابتكارات مواليمو سيكوجوا في تكييف النص العربي مع علم الأصوات السواحلي:
1. ميّز في كتابته بين الصوتين اللثويين [t] و[d] عن نظيريهما الأسنانية، وهو الأمر السائد في علم الأصوات العربية. لقد فعل ذلك عن طريق إضافة 4 نقاط إلى الحرفين التاء (ت) والدال (د)، مما أدى إلى إنشاء الحرفين (ٿ) و(ڐ). وهذا هو نفس ما تم فعله في الأبجدية الأردية للدلالة على الأصوات الارتدادية، حيث تطورت النقاط الأربع فيما بعد لتبدو وكأنها حرف الطاء (ط).
2. إدخال حروف جديدة لتمثيل الصوتين [p] و[v] وذلك بإضافة ثلاث نقاط إلى حرفي الباء (ب) والفاء (ف) مثل ما تم في الأبجدية الفارسية، إنشاء حرف (پ) و(ڤ).
3. لتمثيل الأصوات الهائية، كتب مواليمو سيكوجوا حرفًا صغيرًا الهاء (ھ) أعلى الحرف الهائي. على سبيل المثال، سيتم كتابة الهائي اللثوي [t] بحرف (ه) أعلى النقاط الأربع للحرف (ٿ)، مما ينتج عنه (ٿ).
4. لتمثيل الحروف الساكنة قبل الأنف (أصوات مثل [ⁿd] و[ⁿɡ] و[ᵐb])، كتب سيكوجوا حرفًا صغيرًا الميم (م) أو النون (ن) أعلى الحرف أو أسفله. على سبيل المثال، سيتم كتابة الصوت [ᵐb] كـ "بۭ" والصوت [ⁿd] كـ "دۨ".
5. كما هو موضح، تحتوي اللغة العربية فقط على الصوائت لـ [a] و[i] و[u]، بينما تحتوي اللغة السواحلية على خمسة صوائت، الثلاثة المذكورة أعلاه و[e] و[o]. لإظهار الصائت [e]، قام المعلم سيكوجوا بتعديل تشكيل الكسرة الحالي المستخدم لإظهار [i] (◌ِ)، وذلك عن طريق تغيير زاويته قليلاً وإضافة علامات لتعديل شكله قليلاً، وبالتالي إنتاج شكل يشبه "◌̼". أما بالنسبة لـ [o]، فقد عكس سيكوجوا اتجاه حرف الضمة الموجود المستخدم لإظهار u (◌ؙ)، وبالتالي تمثيله بعلامة تشكيل تشبه "◌ٗ".

تم نشر الشعر والنصوص التي كتبها سيكوجوا من قبل تايلور (W.E. Taylor)، وهو باحث في الأدب السواحيلي من أصل بريطاني، في أواخر القرن التاسع عشر. ربما كانت هذه هي المرة الأولى على الإطلاق التي تتم فيها طباعة ونشر اللغة السواحيلية بالخط العجمي بدلاً من كتابتها بخط اليد. ومع ذلك، فإن انتشار النسخة الأصلية الموحدة من النص العربي للسواحيلية قد أعاقه الاستيلاء الاستعماري على شرق أفريقيا من قبل المملكة المتحدة وألمانيا. تم منع استخدام النص العربي في شرق إفريقيا الألمانية وبدرجة أقل في شرق إفريقيا البريطانية. ومع ذلك، في ثلاثينيات وأربعينيات القرن العشرين، كان معدل معرفة القراءة والكتابة في المناطق الريفية بالخط العربي بالإضافة إلى التفضيل المحلي لكتابة اللغة السواحيلية بهذا النص مرتفعًا. ولكن من المهم أن نلاحظ أن معرفة القراءة والكتابة في ذلك الوقت كانت بالخط العربي غير المعدل، وليس بالنصوص المعدلة التي اقترحها حتى الآن أمثال مواليمو سيكوجوا.
في منتصف الأربعينيات من القرن الماضي، لاحظ ثلاثة علماء أدب سواحيلي بارزين من أصل بريطاني كتابة اللغة السواحلية في المركز الحضري في مومباسا. وأشاروا إلى أنه في ذلك الوقت، تم اعتماد الخط العربي الموحد من قبل كتاب المدينة. في حين أنهم استخدموا الصوائت الأصلية الثلاثة فقط، فقد كان لديهم الاتساق في الإشارة إلى المقطع المشدد من خلال كتابة الصوائت العربية الطويلة باستخدام الألف والواو والياء (ا، و، ی). كان المسؤولون الاستعماريون وكذلك العلماء السواحليون البارزون، على الرغم من إدراكهم للحاجة إلى تنفيذ الإصلاح في النص، مستشهدين بالمعارضة المحلية والمحافظة، حريصين على القيام بذلك وفرضه على السكان بطريقة من أعلى إلى أسفل.

### المعايير المتنافسة للغة السواحلية
استمرت عملية توحيد الكتابة السواحيلية العجمية حتى القرن العشرين. ومع ذلك، لم يتبع العلماء دائمًا أو يقترحوا نفس المعيار. على سبيل المثال، الحاج نور ب. محمد حاج نور، وهو من باراوا في الصومال، عمل على أساس لهجة الشيمبالازي المحلية السواحيلية. في اقتراحه، حافظ على استخدام الحروف الصغيرة لتمثيل الحروف الساكنة قبل الأنفية (prenasalized) تمامًا كما فعل سيكوجوا. حيث قرر المعلم الشيخ يحيى علي عمر من مومباسا أن يفعل ما هو معمول به في الكتابة اللاتينية، وهو كتابة حرف الميم (م) أو النون (ن) كجزء من الكلمة. على سبيل المثال، سيتم كتابة الرقم اثنين (mbili) بالشكل (مبِيلِ) و(بِۘيلِ) على التوالي في أي من المعيارين.
علاوة على الاختلافات الإملائية، من الجدير بالذكر الإشارة إلى الاختلاف الجدلي في اللغة السواحيلية. على سبيل المثال، تقليديًا، كانت لهجات لامو (على الساحل الكيني) هي الأساس للتراث الأدبي السواحيلي، وتهيمن على الشعر السواحيلي. وكانت هذه اللهجة أساس الكتابة السواحيلية العجمية. لكن هذا الأمر واجه تحديًا من قبل لهجة كيونجوجا من مدينة زنجبار. كانت هذه اللهجة من قبل المبشرين المسيحيين والمسؤولين الاستعماريين البريطانيين لتكون أساس النص اللاتيني.
وفي أحدث المعايير الإملائية وأكثرها انتشارًا، والتي ابتكرها المعلم الشيخ يحيى علي عمر، تم اختيار لهجة مسقط رأسه مومباسا كأساس. وذلك حسب رأي يحيى علي عمر نفسه، لأن هذه اللهجة تأثرت تاريخيًا بجميع الأصناف العامية للسواحيلية وشكلت أساس اللغة السواحلية الأدبية. هذه اللهجة في رأيه هي الأنسب للنثر السواحلي الدقيق.

## الأبجدية والاتفاقية الإملائية

### الحروف
الحروف المكتوبة بطريقة تهجئة يحيى علي عمر مبنية على لهجة مومباسا. هناك العديد من الحروف الساكنة التي تمثل الأصوات الموجودة في لهجة مومباسان ولكن ليس بالضرورة في أي مكان آخر في العالم الناطق باللغة السواحيلية. هناك 48 حرفًا ساكنًا في اللغة السواحيلية العجمية. يتم احتساب الحروف المزدوجة كأحرف منفصلة.
على الرغم من أن قواعد الإملاء الرومانية لا تميز بين المقطع والأصوات التي تسبق الأنف، إلا أن مخطوطات الشيخ يحيى وتقليد يحيى عمر يميزان بين المقطع الأنفي الذي يتبعه صوت انفجاري (على سبيل المثال [m̩ɓ]) والصوت الانفجاري الذي يسبق الأنف (على سبيل المثال [ᵐb]). كلاهما مكتوب بصيغة mb في قواعد الإملاء الرومانية. يظهر الأول في فئة الأسماء السواحلية 1 (فئة M-wa)، ويتم كتابة الحرف الأول من الكلمة كـ"ميم" (م)، مثل mbrazil (مْبرَزِل) (أي شخص برازيلي). يُرى الآخر في فئة الاسم السواحيلية 9. بالنسبة لهذا الفصل، في النص الروماني، يتم استخدام إما البادئة m أو n، مما يعكس النطق. في الخط العجمي، يتم استخدام النون (ن) طوال الوقت، مما يعكس الاتساق النحوي. مثال على ذلك mbazi (نْبَازِ)  (أي فاصوليا).
يتم أيضًا تمييز الحروف الساكنة الهائية وغير الهائية في اللغة السواحيلية العجمية، بحرف "ذو العينين"hāʾ (ھ) مشابه لما هو مكتوب في الأبجدية الأردية. لم تتم الإشارة إلى هذا في النص الروماني السواحلي.
الحروف الأسنانية على عكس الحروف الساكنة اللثوية [t] و[d]، تبدو فريدة من نوعها في لغة مومباسا السواحلية، ويتم تمييزها أيضًا باللغة السواحيلية العجمية. يتم تمثيل الأشكال الأسنانية بالأحرف العربية "التاء" (ت) لـ [t̪] و"الدال" (د) لـ [d̪]، بينما يتم تمثيل الأشكال اللثوية بأحرف فريدة تشبه في الشكل الحروف الأردية (ٹ) لـ [t] و(ڈ) لـ [d]. لا يتم التمييز بين الحروف الأسنانية مقابل اللثوية [t] و[d] في قواعد الإملاء الرومانية السواحلية، ولا في الكتابة العربية غير المعدلة.
لسوء الحظ، أدوات تحويل النصوص البرمجية عبر الإنترنت غير قادرة على التمييز بين الفروق الدقيقة المذكورة أعلاه الفريدة للنص العجمي، وتقوم بعرض كل النص كما يتوافق مع النص الروماني. ستكون هناك حاجة إلى التحرير اليدوي للنص.

## روابط خارجية
- مخطوطات اللغات الإفريقية بالحرف العربي على صحيفة البيان
- وثائق تراثية لا تضاهى.. مكانة الحرف العربي في مخطوطات اللغات الأفريقية على الجزيرة.نت
- Summary of Swahili Ajami script writing conventions
- Information on keyboard keys, fonts, and how to type in Swahili Ajami script with Ubuntu Linux
- Swahili Latin to Ajami script converter, for text or webpages
- Swahili Ajami to Latin script converter, for text